# Pantokrator

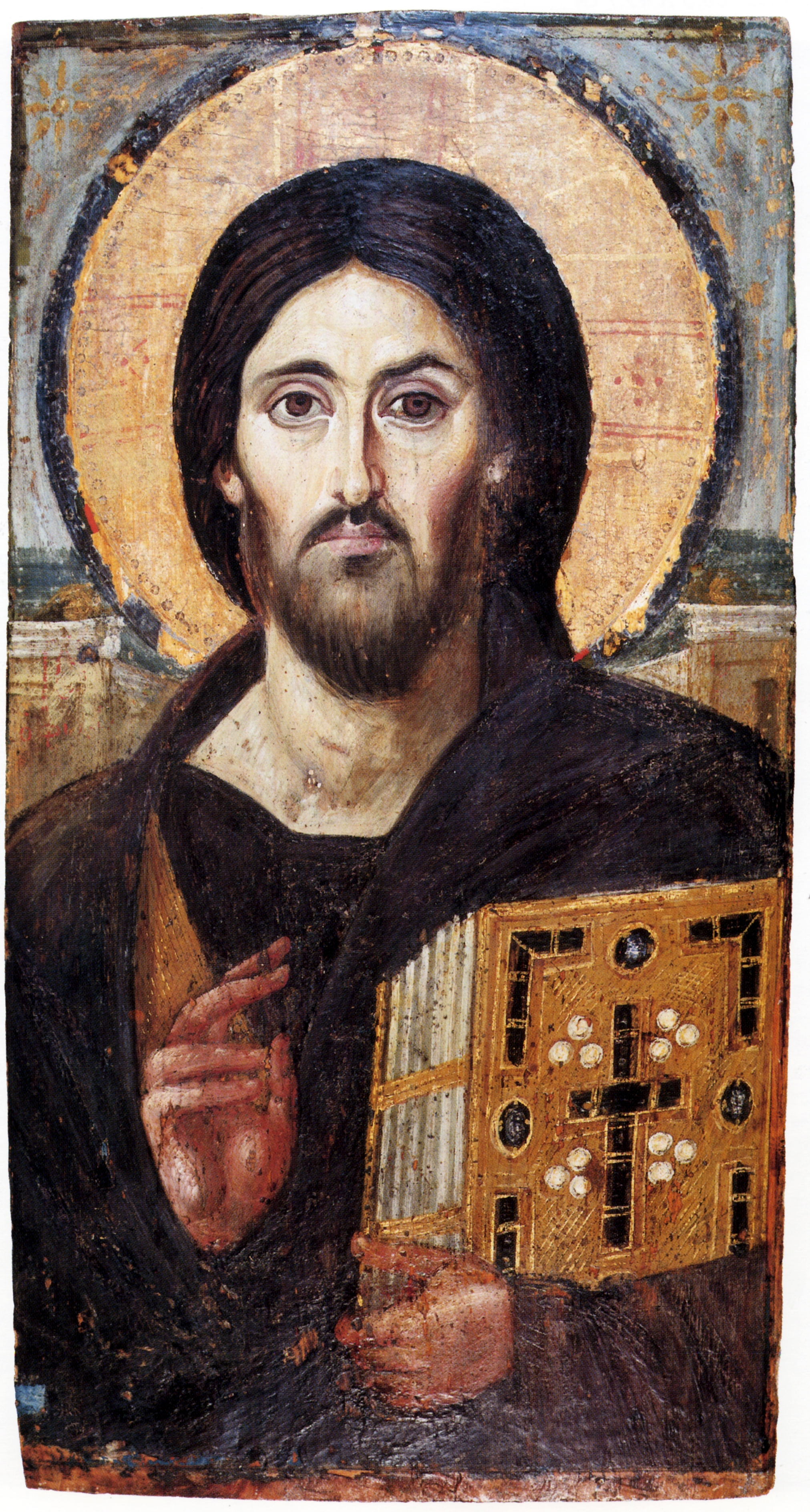
Christus als Pantokrator, Katharinenkloster, Ägypten (6. Jh.)

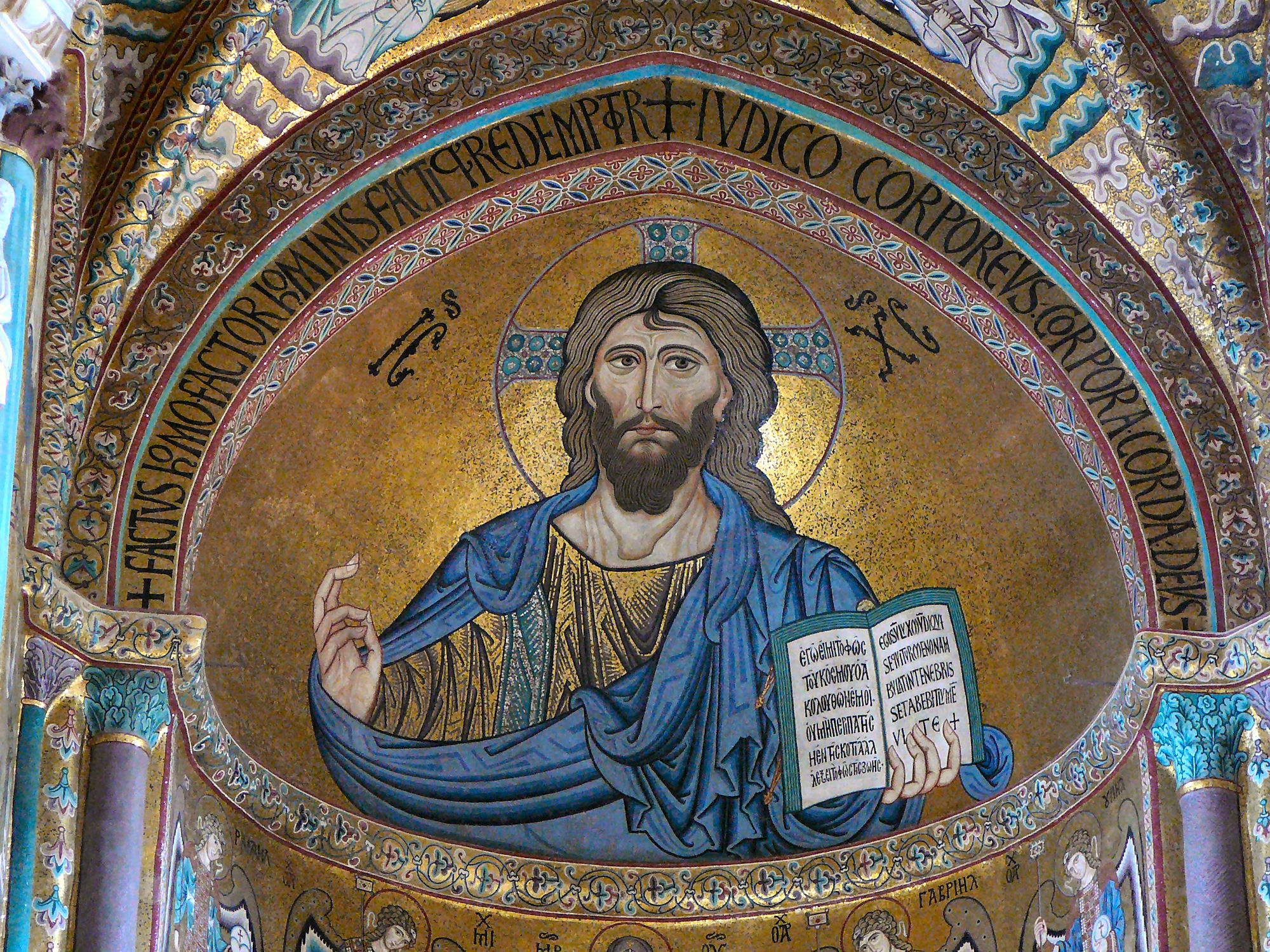
Apsismosaik der Kathedrale von Cefalù, Sizilien (um 1145)

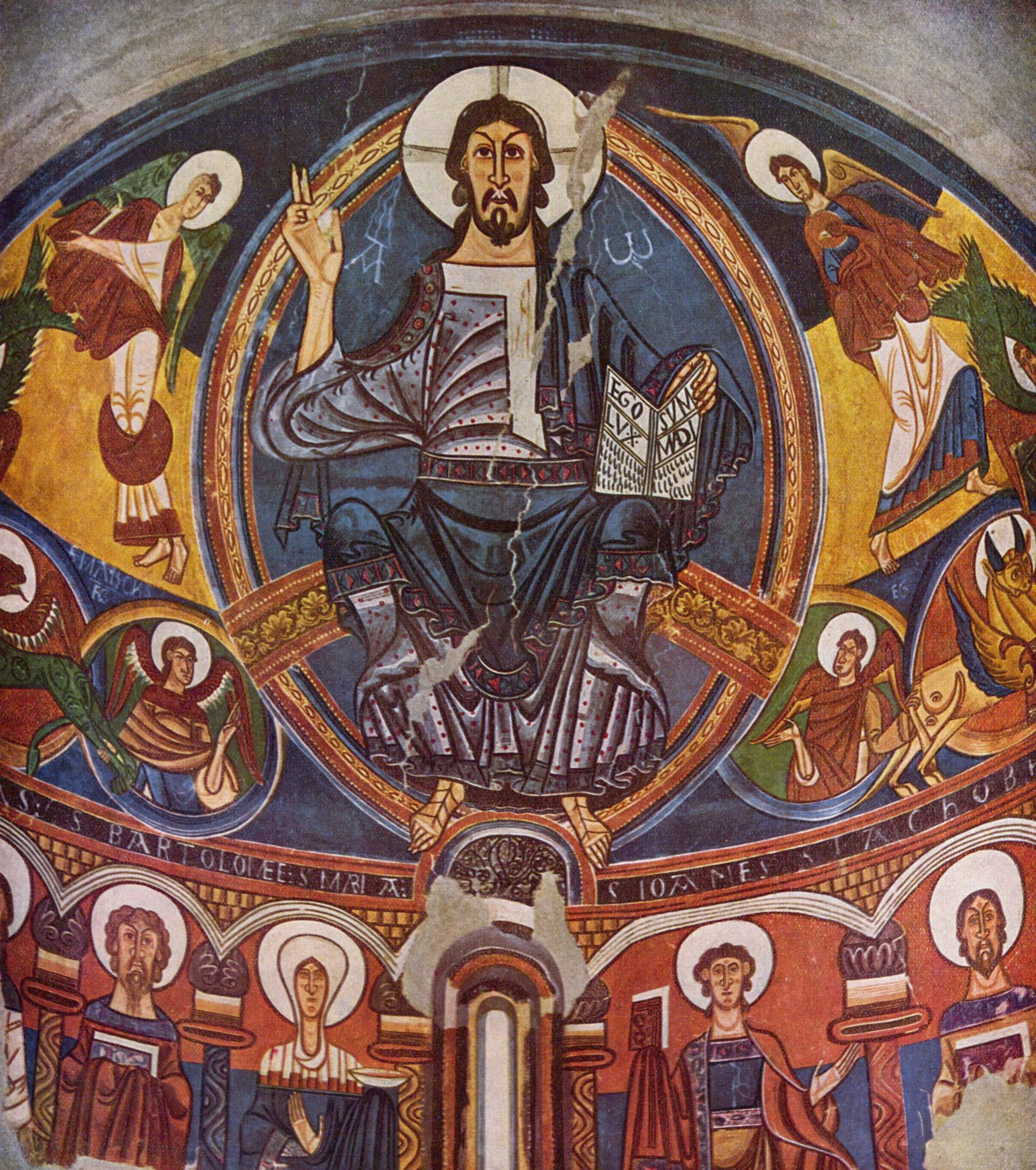
Apsisfresko aus San Climent de Taüll, Katalonien (um 1125)

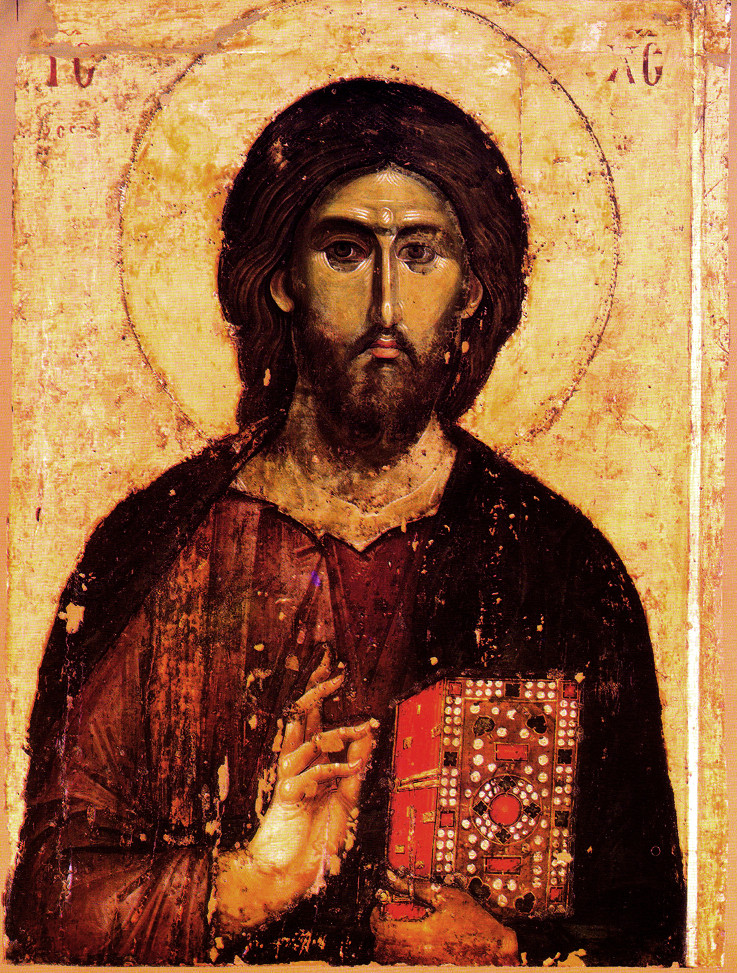
Christus Pantokrator, Kloster Hilandar, Athos (um 1320)

Pantokrator (griechisch παντοκράτωρ pantokrátōr, lateinisch-deutsch auch Pankrator) oder Weltenherrscher bedeutet All- oder Weltherrscher. Es ist eine Gottesbezeichnung, unter der seit dem Frühchristentum vor allem Jesus Christus verstanden wird.

## Ursprung
Das Wort erscheint in der Septuaginta rund 120 Mal. Im griechischen Hiobbuch dient Pantokrator regelmäßig als Übersetzung für die Gottesbezeichnung Schaddai, z. B. in Hiob 11,7 . Im griechischen Jeremia- und Zwölfprophetenbuch dagegen steht Pantokrator regelmäßig für das JHWH (Kyrios) beigelegte Epitheton Zebaot, z. B. in Am 4,13 . Dieses wird in anderen Büchern und in jüngeren griechischen Übersetzungen aber auch in Transkription wiedergegeben (Σαβαωθ Sabaōth, so im Jesajabuch, z. B. Jes 6,3 ) oder als „(Herr der) Heere“ übersetzt (των δυνάμεων tōn dynámeōn, so im Psalter, z. B. in Ps 46,8 ).
Im Neuen Testament kommt die Bezeichnung Pantokrator einmal im 2. Korintherbrief sowie neunmal in der Offenbarung des Johannes vor, immer auf Gott den Vater bezogen. Die Übertragung des Titels auf den Sohn, sachlich bereits unter anderem in Matthäus 28,18  vorbereitet, geschah erst im Verlauf des 4. Jahrhunderts vor dem Hintergrund christologischer Kontroversen: Durch die Verehrung Jesu Christi als Pantokrator sollte dessen vollkommene göttliche Natur betont werden, wie es vor allem Athanasius von Alexandrien lehrte.

## Ikonografie

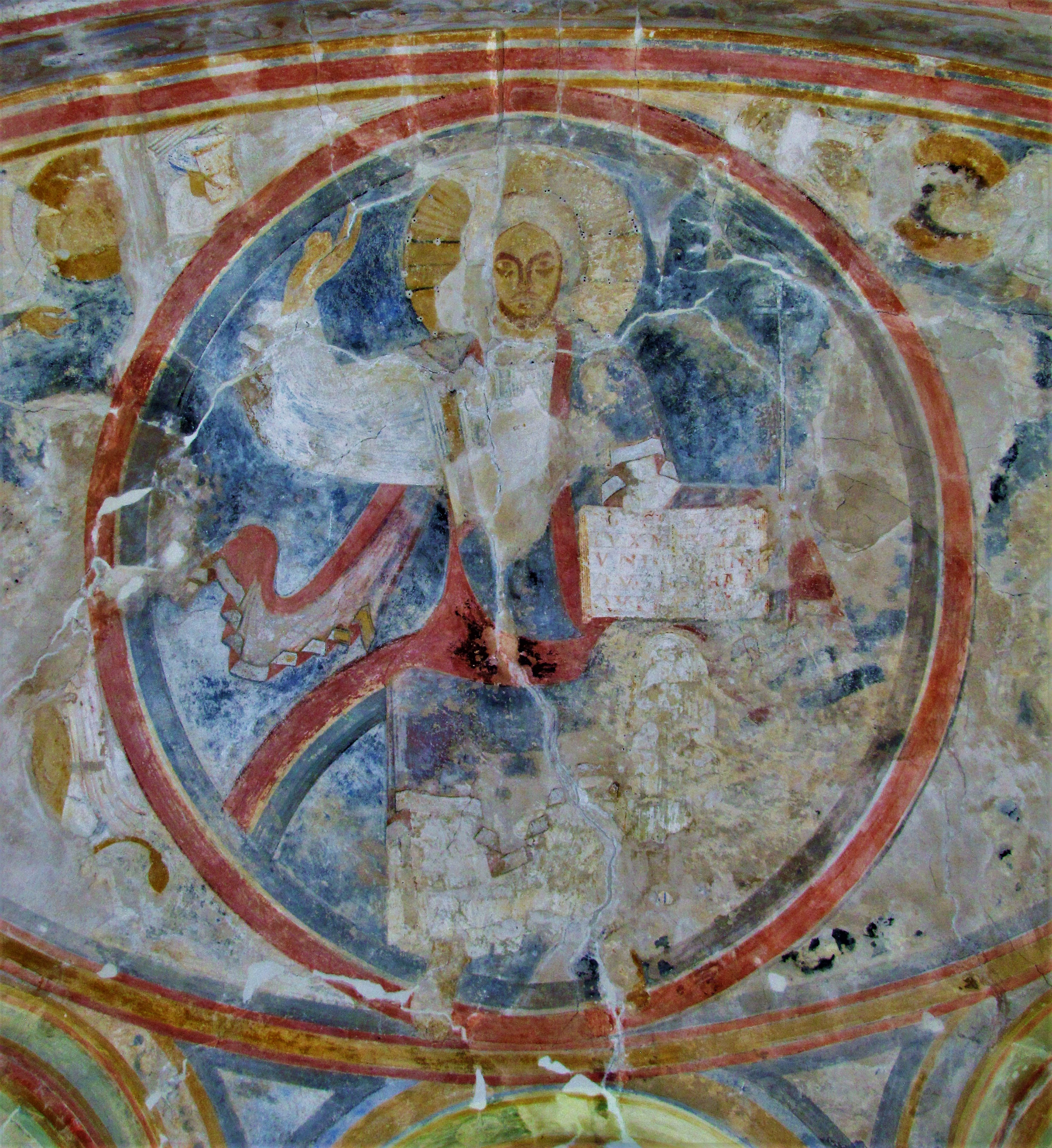
Christus Pantokrator Apsisfresko in der Sigwardskirche Idensen

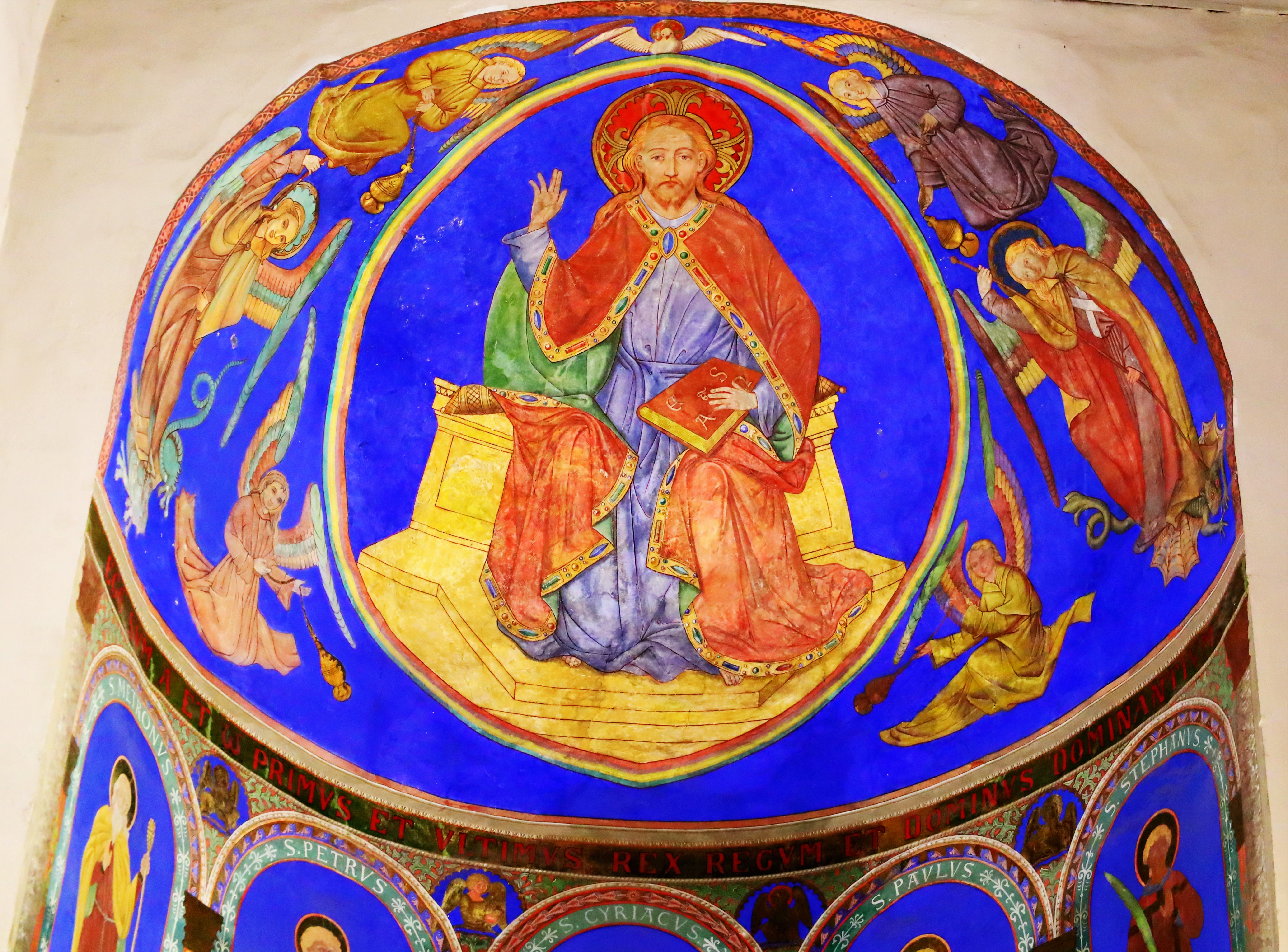
Wandmalerei in der Ostapsis der Stiftskirche St. Cyriakus in Gernrode

Heute ist mit Christus Pantokrator in der Regel ein Typus der Ikonografie gemeint. Das Motiv findet sich vor allem in der byzantinischen Kunst der griechisch- und russisch-orthodoxen Kirchen; von dort fand es im Mittelalter Aufnahme in viele westeuropäische Kirchen der Romanik. Meist befindet sich die Christusikone in der Wölbung der Apsis oder zentral in der Ikonostase; bei romanischen Kirchen finden sich derartige Darstellungen auch im Tympanonfeld über den Portalen. Sehr oft werden die Pantokrator-Ikonen als Brustbild dargestellt. In Mandorlen gibt es aber auch thronende oder stehende Ganzkörperdarstellungen.
Typisch ist die Darstellung des Herrn, der den Betrachter gerade anschaut, sowie der Kreuznimbus; des Weiteren die Haltung der rechten Hand, die den Betrachter segnet, und ein geschlossenes oder aufgeschlagenes Evangelienbuch in der Linken, in dem häufig Selbstaussagen Christi („Ich bin…“-Worte) aus den Evangelien zu lesen sind. Das Untergewand (chiton) ist oft rot oder gold, das Übergewand (himation) in der Regel blau oder selten grün. Die üblichen Namenskürzel IC XC stehen für <<Iesous Christos>>. Der Pantokrator-Typus betont die Gottgleichheit Christi, seine Weltherrschaft, Segensmacht und Lehrautorität.
Im Katharinenkloster befindet sich eine sehr seltene enkaustische Ikone des Christus Pantokrator aus dem 6. Jahrhundert. Jesus, als Herrscher dargestellt, segnet mit der rechten Hand, während die Linke das Neue Testament hält. Lange Zeit wurde das wahrscheinlich aus Konstantinopel stammende Werk ins 13. Jahrhundert datiert, da es fast vollständig übermalt war. Die Ikone ist 84 × 45,5 Zentimeter groß. Für die Gestaltung des Antlitzes orientierte sich der Künstler an dem semitischen Gesichtstypus mit Bart und langen Haaren.